# 山口放送
山口放送株式會社（日语：／ Yamaguchi Hōsō */?），通稱山口放送，簡稱KRY（取自其舊名「山口電台」的英文名KK.RADIO YAMAGUCHI），是日本的一家以山口縣為播出範圍的廣電兼營台，也是山口縣唯一的廣電兼營台。山口放送的廣播服務開始於1956年4月1日，識別呼號是JOPF，為NRN和JRN聯播網成員；電視服務開始於1959年10月1日，為NNN及NNS聯播網成員，識別呼號是JOPF-DTV，遙控器號碼是4頻道。
山口放送總部位於山口縣東部的周南市（舊德山市），在縣府山口市及最大城市下關市雖設有分公司，但僅設有新聞攝影棚，未有節目製作功能。

## 資本構成
下表列出2015年3月31日時山口放送的主要股東:401：
| 資本金         | 發行股份總數 | 股東數 |
| -------------- | ------------ | ------ |
| 2億3,000萬日元 | 460,000股    | 467    |

| 股東         | 持股數   | 比例   |
| ------------ | -------- | ------ |
| 日本電視台   | 48,000股 | 10.43% |
| 山口縣政府   | 40,000股 | 08.69% |
| 周南市政府   | 36,800股 | 08.00% |
| 赤尾嘉文     | 24,450股 | 05.31% |
| 德山公司     | 24,000股 | 05.21% |
| 山口銀行     | 23,000股 | 05.00% |
| YM lease     | 18,600股 | 04.04% |
| 宇部興產     | 17,200股 | 03.73% |
| 出光興產     | 16,000股 | 03.47% |
| 東曹株式會社 | 16,000股 | 03.47% |
| 防府市政府   | 16,000股 | 03.47% |

## 歷史
1953年，山口縣德山市、下松市、光市三市市長同意設立廣播電台，並以時任德山市議會議長國廣幸彥為代表，以「山口電台」（ラジオ山口）名義申請設立廣播電台:16。兩年之後的1955年7月8日，山口電台獲得預備執照:16。同年12月，山口電台展開公開募股，獲得德山曹達等本地企業投資，累積獲得3,500萬日元投資:17。1956年4月1日早晨5時40分，山口電台正式開始播出廣播節目:20。山口電台於開播翌年在萩市設立轉播站，令萩和長門地區亦能收聽到山口電台節目:26。1958年10月，山口電台在山口縣最大城市下關市開設轉播站:28。山口電台的廣告收入也快速增加，其營業額從第一年的7,358萬日元增加到第三年的1.153億日元，利潤也從256萬日元增加到767萬日元，並且在第二年就實現股票分紅:29。
1957年10月，山口電台獲得電視預備執照，開始準備播出電視:26。為了滿足播出電視所需的設備要求，山口電台在德山市公園區修建了兩層高的新總部:26。1959年10月1日，山口電台正式開始播出電視節目:32。由於當時山口縣東側廣島縣的中國電台（現中國放送）和西側福岡縣的RKB每日放送都是東京電台電視台系列聯播網的成員，而富士電視台和NET電視台又因剛開台而尚未整備聯播網體制，因此山口電台決定加入日本電視台的聯播網，獲得營業優勢:35。在1960年的德山地區首次電視收視率調查中，山口電台在前20位節目中佔據18個節目:40。同年山口電台在東部的岩國市開設廣播轉播站:41。
1961年，山口電台電視部門獲得下關（關門地區）的電視播出執照，令山口縣西部和北九州地區也能收看到山口電台的電視節目。但這也導致北九州地區可收看到兩家日本電視台聯播網成員的節目（另一家是當時是日本電視台系列加盟台的西日本電視台），出現同聯播網成員之間發生競爭的局面，亦成為西日本電視台退出日本電視台聯播網的原因之一:42-43。同年6月1日，為反應電視超過廣播成為主要收入來源的現狀，山口電台將公司名稱改為山口放送，並將資本金增資至2.3億日元:44。翌年山口放送總部新館竣工，其建築面積達2,696平方公尺，令山口放送的電視節目製作空間大幅改善:46。同年山口放送還在萩、岩國亦開設了電視訊號轉播站，電視訊號基本覆蓋山口全縣:47。1965年，山口放送前往美國夏威夷州採訪山口縣觀光物產展，是山口放送首次赴海外取材:61。
1967年10月1日，山口放送開始播出彩色電視節目。當時彩色節目佔山口放送全部節目的16.3%，在黃金時段則佔35%:70。5年後的1972年，山口放送實現全部節目彩色化:70。同樣在1967年，山口放送勞資雙方對立激化，曾發生資方在5月6日至7月3日封鎖山口放送總部達59天的事件:73。1969年，山口放送全面導入自動節目控制裝置（APS），實現節目播出自動化:78。翌年山口放送啟用了面積達238平方公尺的電視用新攝影棚:82。1975年的日本民間放送大會在德山市舉辦。山口放送作為主辦單位之一對這屆大會進行了全力支援:108-109。1978年，山口放送在山口縣廳前修建了KRY山口放送大樓。這座建築高8層，建築面積4,000平方公尺。一層設有山口放送的攝影棚和副控室、二層是會展空間、三層至八層則對外出租、地下設有停車場:124。1979年，山口放送開始播出立體聲電視節目，是西日本的近畿地方以外地區第一個播出立體聲節目的民營電視台:129。同年山口放送還和韓國馬山文化電視簽訂姊妹台協議:130。
1985年8月，山口放送開始修建高9層的新總部大樓:155，並在翌年9月竣工:160。1988年，山口放送啟用現在商標:171。翌年山口放送導入了衛星新聞轉播（SNG）系統:174。山口放送自1990年開始電視轉播防府讀賣馬拉松，並在西日本的部分日本電視台聯播網加盟台聯播:178。翌年山口放送製作的風間杜夫主演幕末時代劇《如炎 吉田松陰》（炎の如く 吉田松陰）在日本電視台聯播網全國播出:184。
1993年，隨著山口縣第三家民營電視台山口朝日放送開播，山口放送不再播出朝日電視台的節目，完全成為日本電視台聯播網的成員:190。山口放送在1995年獲得年間收視率三冠王，也是山口放送第一次獲得這一榮譽:199。至2006年，山口放送連續12年獲得收視率三冠王:236。1996年，山口放送開設了官方網站:204。2001年，山口放送在山口縣立美術館舉辦克勞德·莫奈展，吸引26.5萬人參觀，創下山口縣立美術館當時最高記錄:225。
為準備播出數位電視訊號，山口放送在2005年完成了數位放送中心:242。翌年10月1日，山口放送開始播出數位電視節目，並於2011年7月24日停止播出類比電視訊號:250。

## 廣播部門
在正式開播一週後，山口電台就採訪了昭和天皇及香淳皇后到訪山口縣參加全國植樹祭的實況:22。1964年，面對廣播聽眾轉移到電視的局面，山口放送加強製作本地資訊節目，自製節目比例提高到55.2%:57。1965年，山口放送電台加入NRN聯播網，在強化節目內容的同時降低節目及新聞的調達費用:61。1982年，山口放送電台加入了JRN聯播網:145。2015年，山口放送開始提供調頻廣播服務。翌年山口放送電台加入radiko服務。聽眾在網上亦能收聽山口放送的節目。

## 電視部門
自開播當天開始，山口電台電視部門就播出自製新聞，其製作的第一條新聞是「秋吉台科學博物館竣工」的新聞:35。為強化新聞取材能力，山口放送於1961年在縣府山口市開設報道支局:44。翌年山口放送在每週一至週六18時播出10分的帶狀地方新聞節目《KRY電視晚報》:48。1968年，《KRY電視晚報》開始由主播露鏡播出，節目時間也延長了5分:74。1976年，《KRY電視晚報》成為播出時間達30分的大型帶狀新聞節目，並在成為30分節目半年後就取得了28%的高收視率:114。1990年，《KRY電視晚報》收視率更超過30%:179。1992年，該節目迎來播出5,000期紀念:187。
山口放送中1994年開始在平日傍晚時段播出帶狀自製資訊節目《活力山口455》:194。但該節目只播出了一年就被《情報一番!活躍廣角》替代，《KRY電視晚報》亦被統合入這一節目:198。《情報一番!活躍廣角》的後繼節目是1999年開始播出的《熱血電視》:216。該節目現在仍在播出，和《KRY清爽早晨》並列為山口放送代表性的長壽資訊節目。2010年開始，山口放送恢復將傍晚資訊節目中的地方新聞板塊作為獨立節目播出。現在山口放送在平日傍晚的帶狀地方新聞節目是《KRY新聞Live》。
1992年開始，山口放送在週一至週五晨間播出一小時的帶狀資訊節目《KRY清爽早晨》，並且第一期就獲得10%的高收視率:186。翌年6月14日，該節目獲得20.8%的超高收視率:191。《KRY清爽早晨》目前的播出時間是週一至週五早晨5時20分，是播出超過28年的長壽節目。
山口放送亦製作過在日本全國播出的自製綜藝節目。1999年開始播出的《三宅裕司的工作天堂》是三宅裕司的冠名清談綜藝節目，在週一深夜播出:214。翌年該節目被《三宅裕司的超素人》替代，並在同年11月7日獲得7.2%的高收視率:220。

## 註释
1. ↑  「三冠」指全日（6:00-24:00）、黃金時間（19:00-22:00）、晚間時段（19:00-23:00）三個時段皆獲得收視率第一。

## 外部連結
- 山口放送 （页面存档备份，存于）
- KRY電台【官方】的X（前Twitter）
- KRY電視台【官方】的X（前Twitter）
- KRY 山口放送的Facebook專頁
- YouTube上的KRY山口放送官方頻道